# Йосіпа Лісац
Йосіпа Лісац (хорв. Josipa Lisac, *14 лютого 1950, Загреб, Югославія) — видатна хорватська співачка.

## Біографія
Йосіпа Лісац народилася 1950 року у Загребі. Протягом 60-х років вона була вокалісткою гурту Zlatni akordi. Перший соло альбом Dnevnik jedne ljubavi (Щоденник любові) був записаний у 1973 році. Альбом мав надзвичайний успіх та до сих пір вважається одним з легендарних альбомів Хорватії.
У 1987 році Лісац брала участь у югославському відборі на Євробачення Jugovizija. Вона виконала свій хіт Gdje Dunav ljubi nebo (Де Дунай цілує небо), але зайняла 9 місце з 24. В цьому ж році вона випустила альбом Boginja (Богиня), який приніс їй славу у Югославії.
Основний її репертуар складали рок пісні, але разом з тим вона співала боснійські севдалінки та хорватські різдвяні пісні.

## Дискографія
- Dnevnik jedne ljubavi (1973) (Щоденний любові)
- Najveći uspjesi '68./ '73. (1974) (Найкращі хіти 68 — 73)
- Gubec-Beg (1975, Рок опера)
- Josipa Lisac & B.P. Convention Big Band International (1976)
- Made in USA (1979)
- Hir, hir, hir (1980)
- Lisica (1982) (Лисиця)
- Hoću samo tebe (1983) (Хочу тільки тебе)
- Boginja (1987) (Богиня)
- Balade (1987) (Балади)
- Live in Lap (1991) (Жити по колу)
- Čestit Božić (1992) (Веселого Різдва)
- Ritam kiše (1993) (Ритм дощу)
- Koncert u čast Karla Metikoša (1995) (Концерт на честь Карла Метікоша)
- Antologija (Vols. I to VIII) (1997)
- The Best of (1998) (Найкраще)
- Život (2000) (Життя)
- Live (2000) (Наживо)
- Live in Concert (2002) (Концерт наживо)
- Koncert ljubavi u čast Karla Metikoša, DVD (2007) (Концерт любові на честь Карла Метікоша)
- Živim po svome (2009) (Живу по-своєму)